# David McAllister

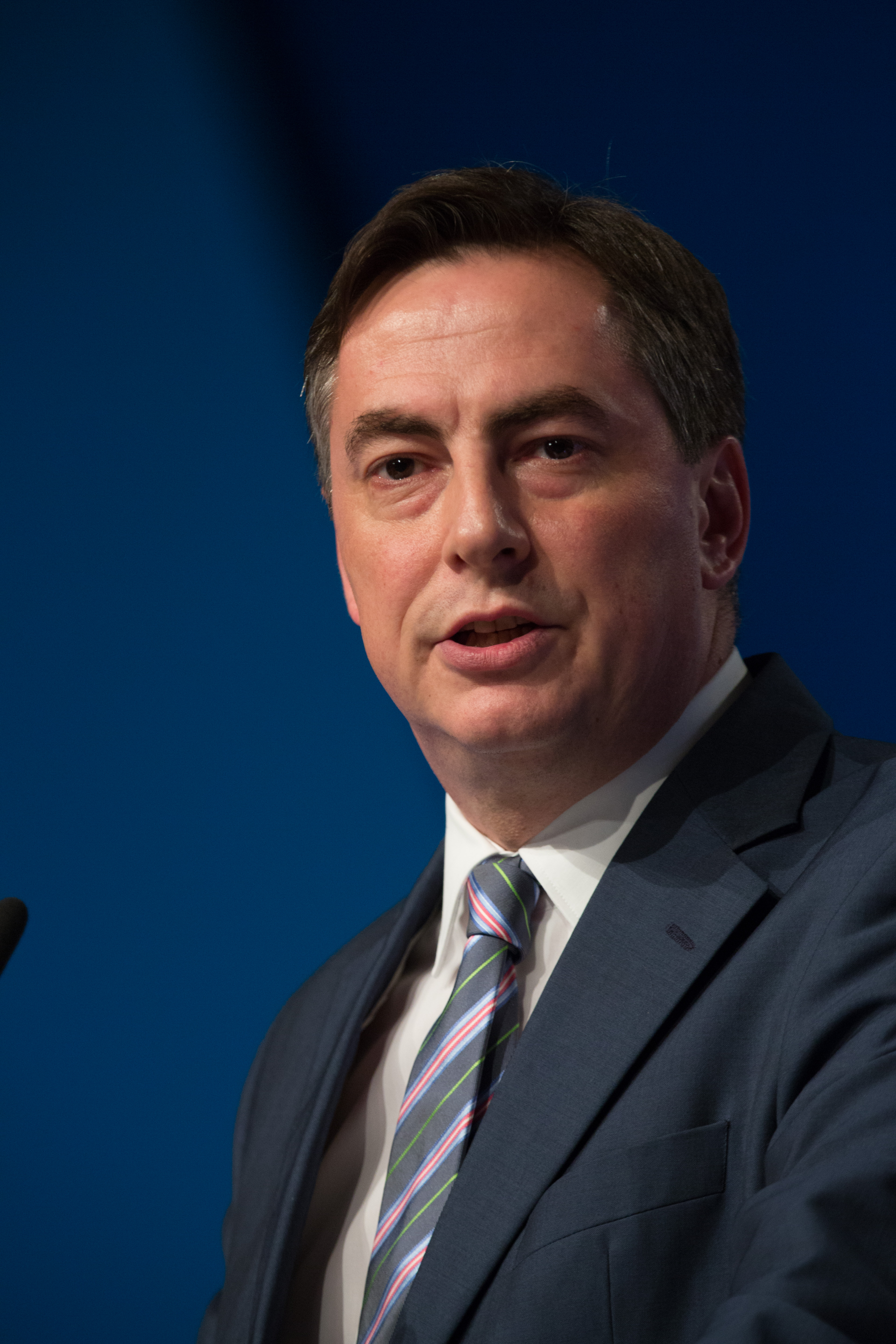
David McAllister, 2016

David James McAllister [ˈdeɪvɪd dʒeɪmz məˈkæləstə] (* 12. Januar 1971 in West-Berlin) ist ein deutscher Politiker der CDU, der auch die britische Staatsbürgerschaft besitzt. Er war von 2003 bis 2010 Vorsitzender der niedersächsischen CDU-Landtagsfraktion und vom 1. Juli 2010 bis zum 19. Februar 2013, als Nachfolger von Christian Wulff, Ministerpräsident von Niedersachsen. Von 2008 bis 2016 war er Vorsitzender der CDU in Niedersachsen.
Seit 2014 ist er Abgeordneter der EVP-Fraktion im Europäischen Parlament und leitet dort seit 2017 den Ausschuss für auswärtige Angelegenheiten. Außerdem ist er Vizepräsident der Europäischen Volkspartei und der Internationalen Demokratischen Union.
McAllister war der erste deutsche Ministerpräsident mit doppelter Staatsbürgerschaft.

## Werdegang

### Herkunft, Ausbildung und berufliche Laufbahn
David James McAllister wurde am 12. Januar 1971 als Sohn einer Deutschen und eines Briten geboren. Sein Vater, James Buchanan McAllister, stammt aus der schottischen Stadt Glasgow und war seit 1955 als Zivilbeamter der britischen Armee während des Kalten Kriegs an verschiedenen Dienststellen in Deutschland stationiert. Er hatte zuvor im Zweiten Weltkrieg bei der 51st (Highland) Division bei den britischen Streitkräften gedient, u. a. auch in Deutschland. Seine Mutter Mechthild war Deutsch- und Gesangslehrerin. David wuchs zusammen mit seinen beiden älteren Schwestern in einer britischen Siedlung im Bezirk Charlottenburg auf. Er wuchs zweisprachig auf (Deutsch und Englisch) und besuchte zunächst eine britische Grundschule.
Nachdem seine Eltern 1982 von Berlin nach Bad Bederkesa im Landkreis Cuxhaven umgezogen waren, bestand er 1989 sein Abitur am dortigen Niedersächsischen Internatsgymnasium. Von 1989 bis 1991 war er als Soldat auf Zeit bei der Bundeswehr im Panzerbataillon 74 in Cuxhaven. Sein letzter Dienstgrad war Obergefreiter. Von 1991 bis 1996 studierte McAllister mit einem Stipendium der Konrad-Adenauer-Stiftung Rechtswissenschaften an der Universität Hannover. 1996 absolvierte er die erste Prüfung. Am Ende des Rechtsreferendariats folgte 1998 die zweite Staatsprüfung. Danach wurde er Rechtsanwalt.

### Parteilaufbahn

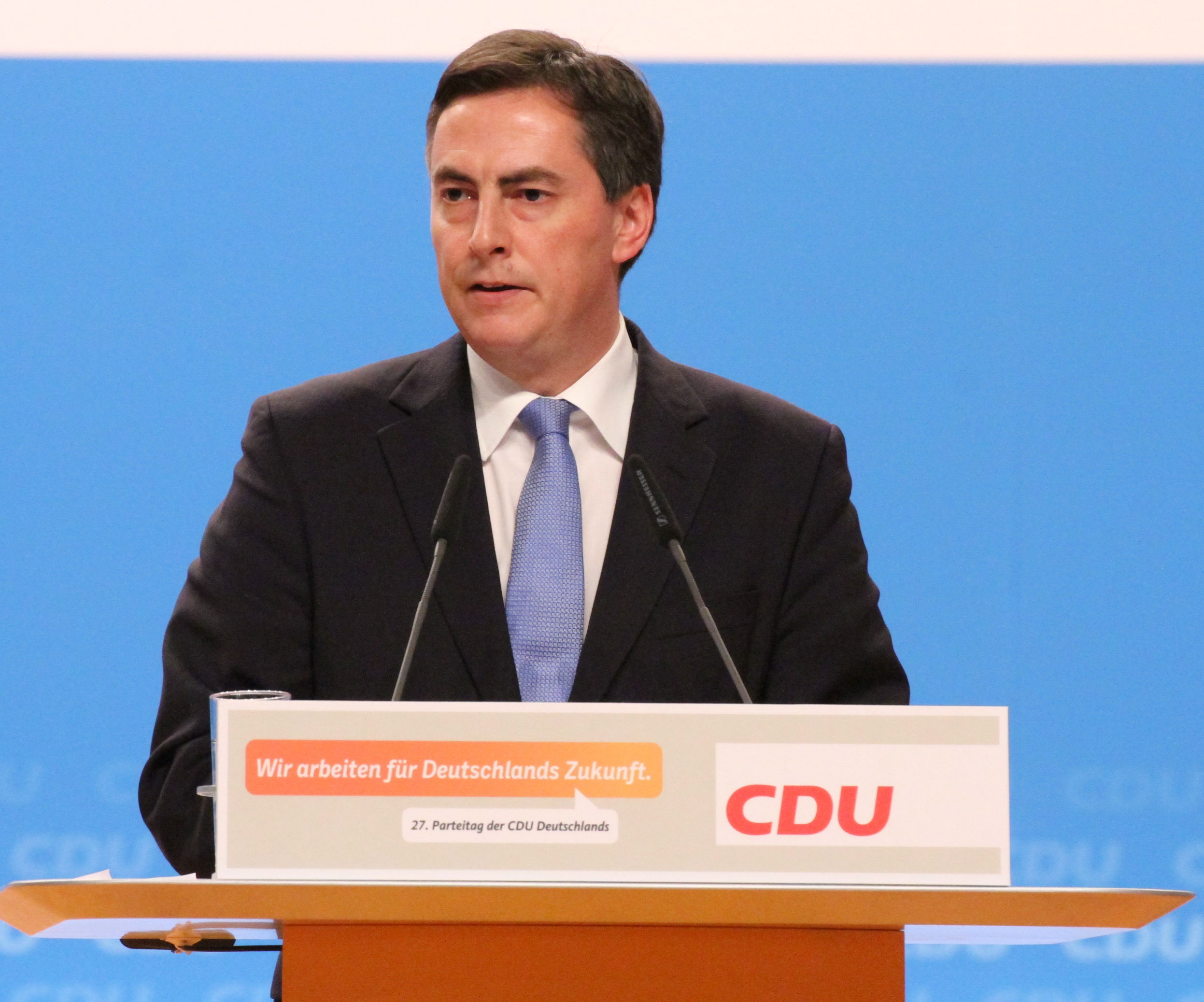
David McAllister auf dem Bundesparteitag der CDU im Dezember 2014

Von 1991 bis 1994 war McAllister Kreisvorsitzender der Jungen Union im Kreisverband Cuxhaven. Von August 2002 bis August 2003 war er Generalsekretär der CDU in Niedersachsen. Zunehmend versuchte McAllister, sich auch auf bundespolitischem Parkett zu profilieren. Er wurde für zwei Jahre stellvertretender Vorsitzender der Fraktionsvorsitzendenkonferenz von CDU und CSU und arbeitete am Grundsatzprogramm seiner Partei mit. 2005 wollte Angela Merkel ihn zum Generalsekretär der Bundes-CDU machen, was er jedoch ablehnte.
Auf dem Landesparteitag der CDU am 14. Juni 2008 in Celle wurde McAllister mit 98,9 Prozent zum neuen Landesvorsitzenden als Nachfolger von Christian Wulff gewählt. In diesem Amt wurde er am 27. August 2010 beim Landesparteitag in Lingen mit 97,0 Prozent und am 12. Oktober 2012 beim Landesparteitag in Celle mit 98,2 Prozent bestätigt. Auf dem Landesparteitag am 26. November 2016 wurde Bernd Althusmann zu seinem Nachfolger gewählt.
McAllister erklärte, auf dem ersten Platz der niedersächsischen Landesliste für die Europawahl 2014 anzutreten. Als Spitzenkandidat führte er die CDU in den Wahlkampf und wurde zum Abgeordneten des Europäischen Parlaments gewählt.
Im November 2014 wurde McAllister in Seoul zum Vizepräsidenten der Internationalen Demokratischen Union gewählt. Seit dem 22. Oktober 2015 ist er zudem Vizepräsident der Europäischen Volkspartei.

### Abgeordnetentätigkeit

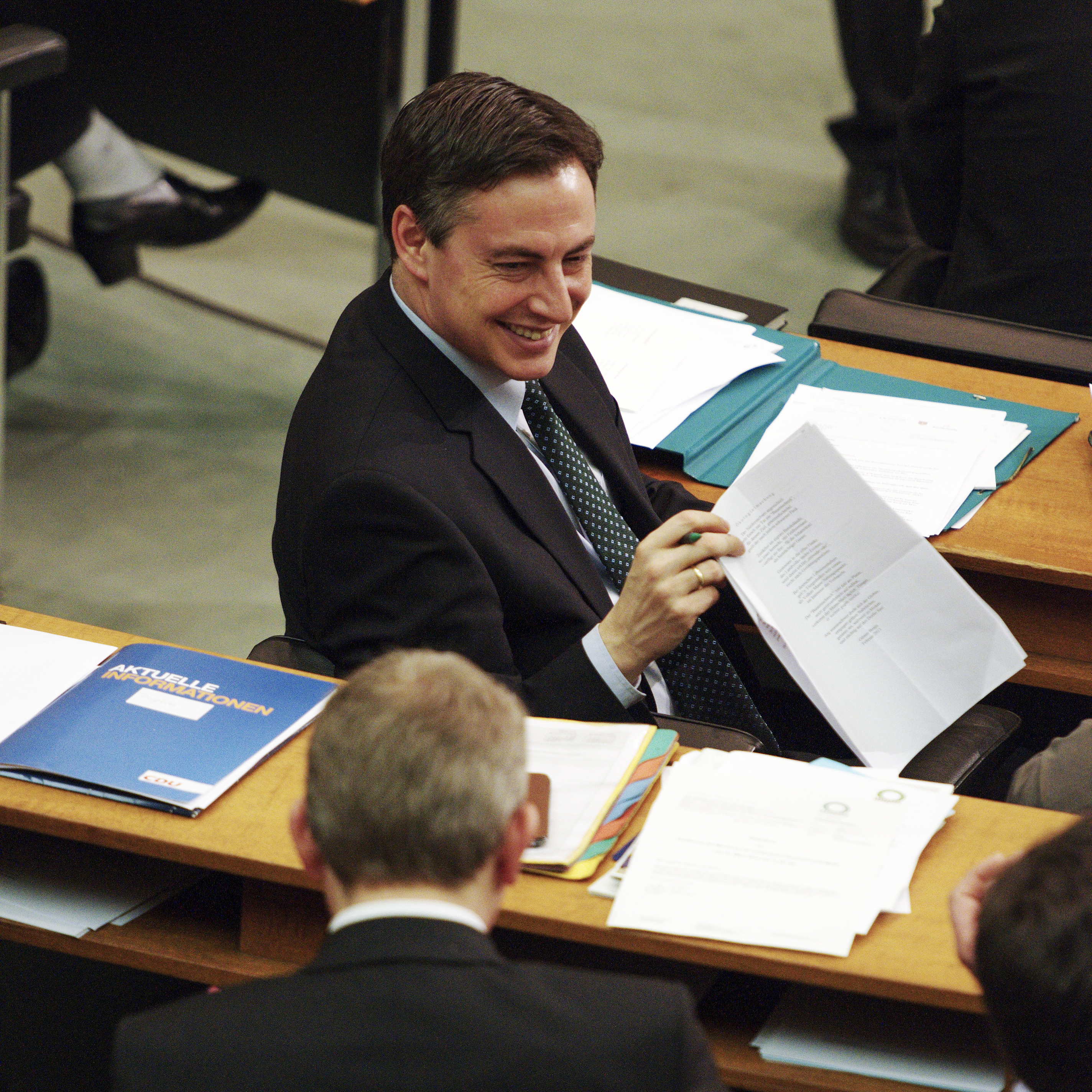
David McAllister 2013 im niedersächsischen Landtag

Von 1996 bis 2010 war McAllister Abgeordneter im Cuxhavener Kreistag. Von 1998 bis 2014 war er Mitglied des Niedersächsischen Landtages. Vom 4. Februar 2003 bis zu seiner Wahl zum Ministerpräsidenten am 1. Juli 2010 bekleidete er das Amt des CDU-Fraktionsvorsitzenden.
Für die Landtagswahl am 27. Januar 2008 platzierte ihn die CDU auf Platz 2 der Landesliste. In seinem Wahlkreis 57 (Hadeln-Wesermünde) gewann er, wie bereits 2003, das Direktmandat (52,64 Prozent der Erststimmen) mit großem Vorsprung vor den Direktkandidaten der anderen Parteien. Bei der Landtagswahl am 20. Januar 2013 erreichte er im Wahlkreis 57 (Hadeln/Wesermünde) 64,4 Prozent und damit erneut ein Direktmandat. Er verbesserte somit gegen den Landestrend sein persönliches Ergebnis um etwa 12 Prozent. Dagegen hatte der Zweitstimmenanteil der CDU in seinem Wahlkreis gegenüber der vorherigen Landtagswahl nur leicht von 48,3 auf 48,8 Prozent zugenommen. McAllister stand auch auf Platz 1 der Landesliste seiner Partei.
McAllister entschied sich wenige Tage nach der verlorenen Landtagswahl 2013, nach seinem Ausscheiden als Ministerpräsident nicht den Vorsitz seiner Landtagsfraktion zu übernehmen. Der bisherige CDU-Fraktionsvorsitzende Björn Thümler blieb somit im Amt. Von Februar 2013 bis März 2014 saß McAllister als einfacher Abgeordneter im Niedersächsischen Landtag. Dann schied er aus, um sich voll dem Europawahlkampf zu widmen. Für ihn rückte die frühere Ministerin Aygül Özkan in den Landtag nach.
McAllister ist seit dem Jahr 2014 Mitglied des Europäischen Parlaments in der EVP-Fraktion. In der achten Legislatur (2014–2019) war er stellvertretender Vorsitzender der dortigen CDU/CSU-Gruppe und Mitglied des Ausschusses für auswärtige Angelegenheiten und stellvertretendes Mitglied im Unterausschuss für Sicherheit und Verteidigung sowie stellvertretendes Mitglied im Ausschuss für konstitutionelle Fragen. Seit dem 24. Januar 2017 war er Vorsitzender des Ausschusses für auswärtige Angelegenheiten.
McAllister verteidigte sein Mandat als Mitglied des Europäischen Parlaments bei der Europawahl 2019. Auch in der neunten Legislatur des Parlaments (2019–2024) wurde er zum Vorsitzenden des Ausschusses für auswärtige Angelegenheiten wiedergewählt. Des Weiteren ist er für seine Fraktion stellvertretendes Mitglied im Ausschuss für internationalen Handel sowie im Unterausschuss für Sicherheit und Verteidigung.
McAllister war Spitzenkandidat der CDU Niedersachsen für die Europawahl 2024. Bei dieser wurde er erneut ins Europaparlament gewählt.

### Öffentliche Ämter

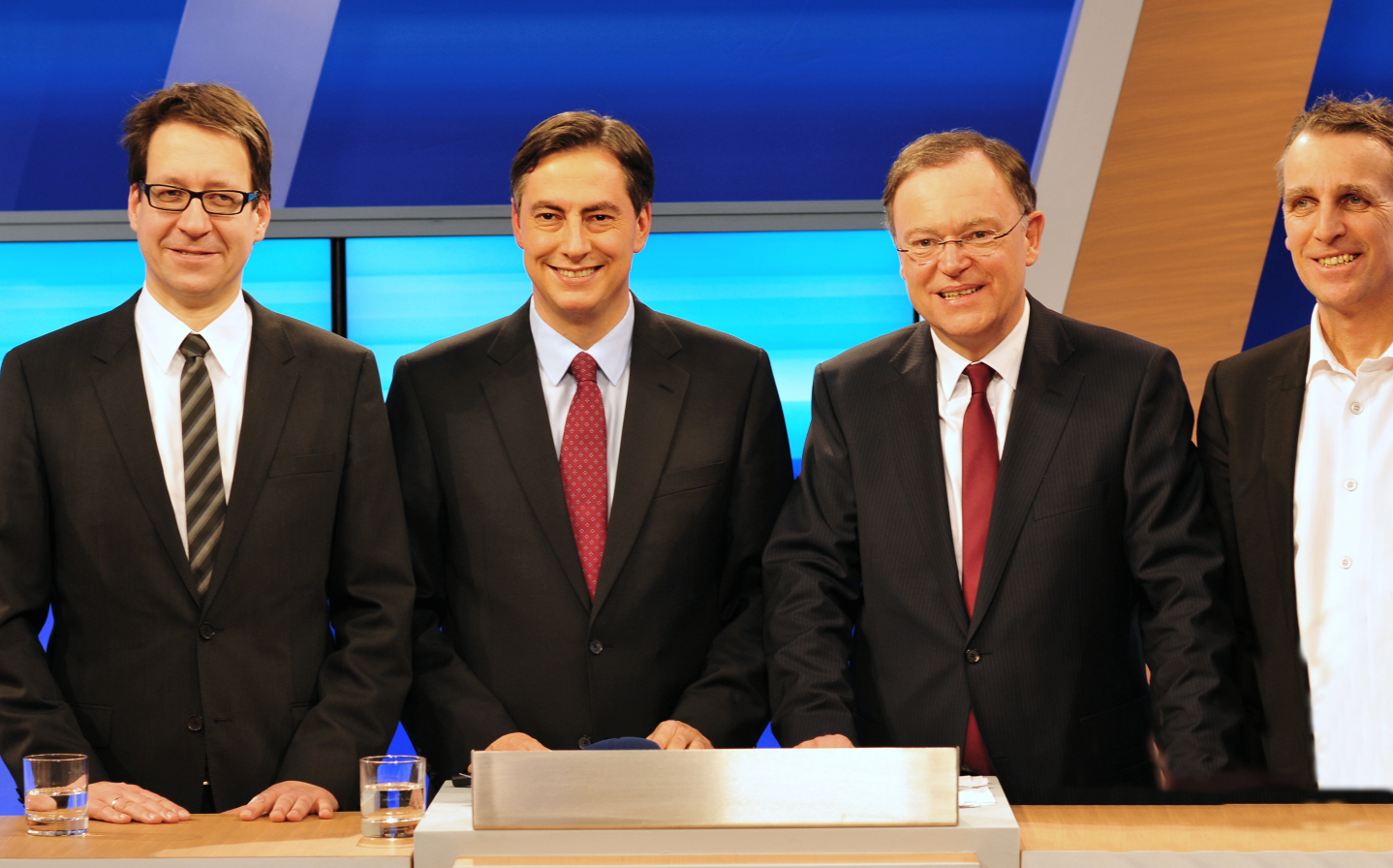
Landtagswahl in Niedersachsen 2013 mit Stefan Birkner, David McAllister, Stephan Weil und Stefan Wenzel (von links nach rechts)

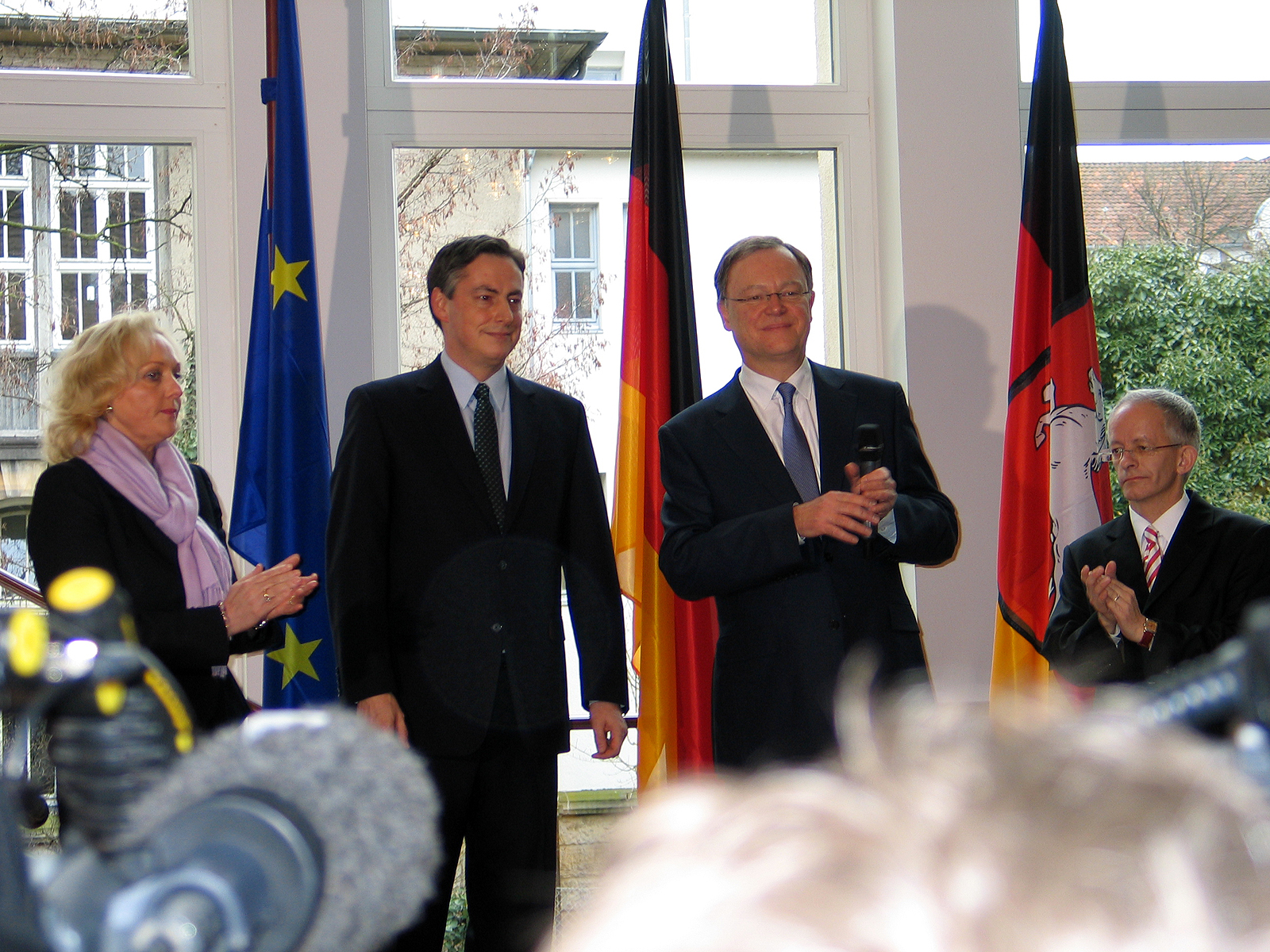
Amtsübergabe von David McAllister an Stephan Weil in der Niedersächsischen Staatskanzlei, 2013

Von 2001 bis 2002 war McAllister Bürgermeister von Bad Bederkesa. Am 1. Juli 2010 wurde er zum Ministerpräsidenten von Niedersachsen gewählt und trat damit die Nachfolge von Christian Wulff an, der einen Tag zuvor von der 14. Bundesversammlung zum Bundespräsidenten gewählt worden war. Bei der Landtagswahl am 20. Januar 2013 blieb die CDU unter McAllisters Führung mit 36,0 Prozent stärkste Partei, das Regierungslager von CDU und FDP unterlag jedoch um nur einen Sitz der bisherigen Opposition von SPD und Bündnis 90/Die Grünen. Stephan Weil von der SPD wurde am 19. Februar 2013 als Nachfolger McAllisters zum Ministerpräsidenten gewählt.

### Privates
McAllister ist protestantischen Glaubens und seit August 2003 mit der Rechtsanwältin Dunja McAllister, geb. Kolleck, verheiratet. Das Paar hat zwei Töchter und wohnt in Bad Bederkesa.

## Auszeichnungen
- 2010: Großes Verdienstkreuz des Niedersächsischen Verdienstordens[24]
- 2010: Niederrhein-Eule für politische Klugheit und Weisheit[25]
- 2012: Ehrendoktorwürde der Universität Edinburgh[26]
- 2014: Ehrenzeichen in Gold des Landkreises Cuxhaven[24]

## Mitgliedschaften
David McAllister ist Mitglied der überparteilichen Europa-Union Deutschland, die sich für ein föderales Europa und den europäischen Einigungsprozess einsetzt.